# Ora standard orientale

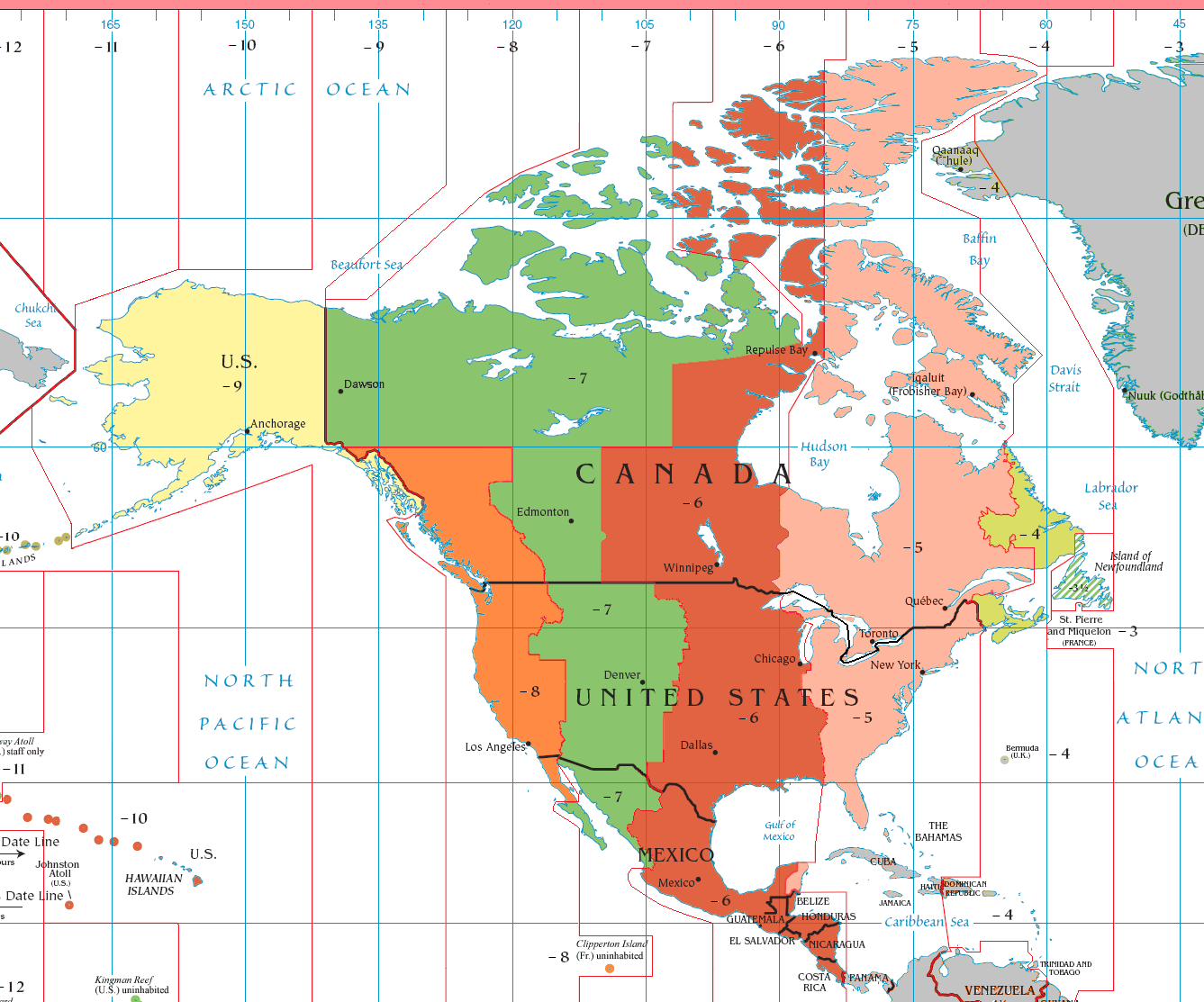
(L'EST è evidenziato in rosa)

L'ora standard orientale (Eastern Standard Time, nota con l'acronimo EST) è il fuso orario della costa orientale degli Stati Uniti d'America e del Canada. Esso è UTC-5. Durante il periodo estivo, vigendo l'ora legale, diviene UTC-4 come Eastern Daylight Time. L'ora in questa zona è stabilita dal 75º meridiano ad ovest di Greenwich.
Fino al 2006 il periodo dell'EDT era regolato da una legge del 1966 e iniziava l'ultima domenica di aprile. Nel 2005 è stato promulgato l'Energy Policy Act che stabilisce l'inizio del DST la seconda domenica di marzo e il termine la prima domenica di novembre.

## Uso

### Canada
Nel Canada, le seguenti province fanno parte dell'ora standard orientale:
- Ontario
- Québec
- isole orientali del Nunavut

### Stati Uniti d'America
Negli Stati Uniti d'America, i seguenti stati fanno parte dell'ora standard orientale nella loro integrità o larghissima maggioranza, oltre a qualche zona di Tennessee e Kentucky:
- Carolina del Nord
- Carolina del Sud
- Connecticut
- Delaware
- Georgia
- Florida
- Indiana
- Maine
- Maryland
- Massachusetts
- Michigan
- New Hampshire
- New Jersey
- New York
- Ohio
- Pennsylvania
- Rhode Island
- Vermont
- Virginia
- Virginia Occidentale
- la capitale, Washington

### Caraibi
- Bahamas
- Turks e Caicos
- Cuba
- Haiti